# NGC 3223
NGC 3223 is een balkspiraalstelsel in het sterrenbeeld Luchtpomp. Het hemelobject werd in op 2 februari 1835 ontdekt door de Engelse astronoom John Herschel.

## Synoniemen
- IC 2571
- ESO 375-12
- MCG -6-23-23
- IRAS10193-3400
- PGC 30308